# WTTグランドスマッシュ
WTTグランドスマッシュは、WTT主催で2022年に始まった。WTTシリーズの最高のカテゴリーに位置付けられる大会である。

## 概要
WTTの主催する国際大会であって、第1回大会は2022年にシンガポールにおいて開催された。
WTTの中でも格の高い大会で、年間では最大4大会開催。男女シングルス、男女ダブルス、混合ダブルスの5種目が行われる。
付与される世界ランキングポイントも大きくなっており、各種目優勝で2000pts、準優勝で1400pts、ベスト4で700pts、ベスト8で350ptsとなる。（それ以下の順位にも付与される）

## 結果

### 男子シングルス
| 年   | 開催国         | 優勝   | 準優勝                   | 3位                           |
| ---- | -------------- | ------ | ------------------------ | ----------------------------- |
| 2022 | シンガポール   | 樊振東 | 馬龍                     | 梁靖崑 宇田幸矢               |
| 2023 | シンガポール   | 樊振東 | 馬龍                     | 王楚欽 ウーゴ・カルデラノ     |
| 2024 | シンガポール   | 王楚欽 | 梁靖崑                   | 林昀儒 フェリックス・ルブラン |
| 2024 | サウジアラビア | 王楚欽 | パトリック・フランチスカ | 林詩棟 張禹珍                 |
| 2024 | 中国           | 林詩棟 | 馬龍                     | 梁靖崑 向鵬                   |
| 2025 | シンガポール   | 林詩棟 | 梁靖崑                   | 王楚欽 アレクシス・ルブラン   |
| 2025 | アメリカ       | 王楚欽 | 張本智和                 | 林詩棟 フェリックス・ルブラン |